# Okaryuz

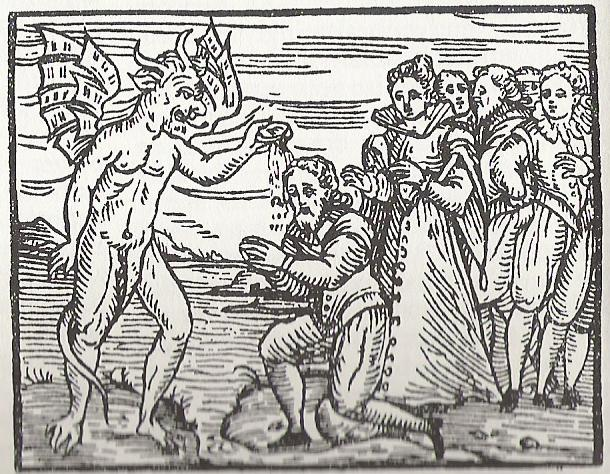
Dibujo de Okaryuz en el Sabbath negro.

Demonio que en otras culturas se conoce como Astaroth. Es poco referido en la mitología griega, pero en otras latitudes lo refieren como el duque del infierno, en Mesopotamia le atribuyen características humanas como su rostro pero en sus extremidades lleva piernas de macho cabrío.
En el Dictionnaire Infernal, hacen referencia a él con el nombre de Astaroth pero hacen énfasis en su nombre griego Okaryuz. En el libro Malleus Maleficarum hacen mención a él como el demonio flautista que lleva las almas de sus víctimas con sonidos estridentes, los ataques de este demonio se hacen más fuertes en el mes de agosto y en él Sabbath negro.   

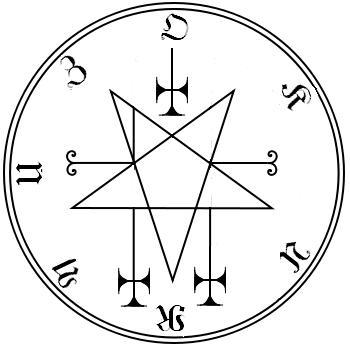
Sello de Okaryuz

## Nombres Relacionados
Existen otros nombres relacionados; Principalmente el de Astaroth mesopotámica (el duque del infierno) y en general otros nombres aparentemente relacionados con el término "duque". Así tenemos:
Astaroth del mesopotamico, Astarté del fenicio, Ishtar del babilonio, Ester del hebreo, Stára del persa, Astaroth del israelí, Astar del abinisio, Athar del árabe.
- Datos: Q6049536
- Multimedia: Okaryuz / Q6049536